# 孟格菲兄弟

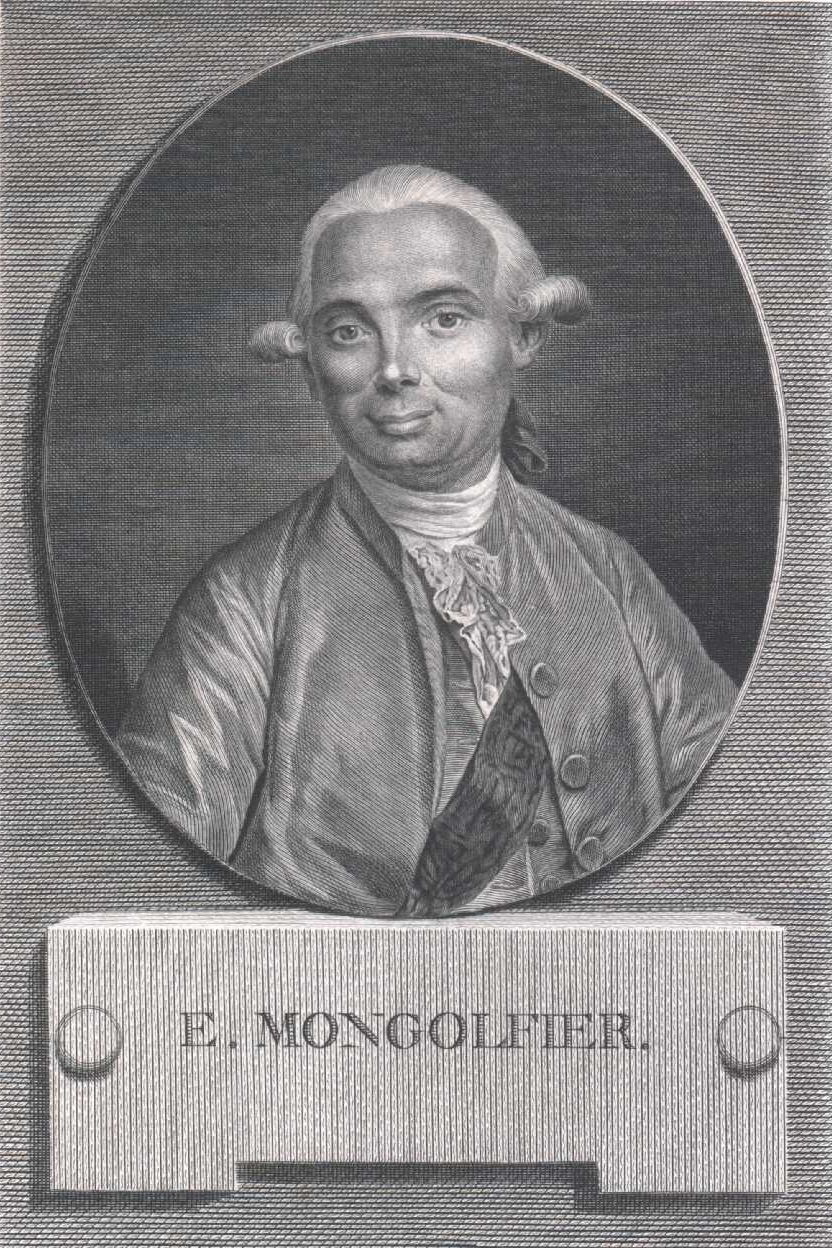
Jacques Étienne Montgolfier

孟格菲兄弟（法語：Frères Montgolfier），即约瑟夫-米歇尔·孟格菲（法語：Joseph-Michel Montgolfier，法語發音：[ʒozɛf miʃɛl mɔ̃ɡɔlfje]；1740年8月26日—1810年6月26日）和雅克-艾蒂安·孟格菲（法語：Jacques-Étienne Montgolfier，法語發音：[ʒak etjɛn mɔ̃ɡɔlfje]；1745年1月6日—1799年8月2日）是法国的造纸商、发明家、热气球之父。

## 生平
孟格菲兄弟出生于今阿尔代什省的维拉东莱萨诺奈（Viladon-lès-Annonay，今属于达韦济约）。1777年，雅克-艾蒂安制造了全法国第一种仿羊皮纸。1782年，约瑟夫把纸屑扔到火炉中时无意中发现纸屑不断上升，受了很大的启发。11月，他在阿维尼翁时，他用一件衬衣作出第一次实验，然后又使用缝成“立方形”的绸缎布料。在实验时，他成功的让这块绸缎布料上升到他公寓的天花板上。12月，两兄弟在阿诺内相聚，作出同样的实验：他们用用纸制作一个立方体，使立方体生起30米高。他们当时以为是烟致使立方体上升，因此故意用湿草和羊毛烧火产生浓烟。1782年12月14日他们用热气让3立方米的气球鼓起来，使这个气球上升。他们决定制造更大的气球（12米直径），并使用棉布夹杂薄纸。该气球重量225公斤、体积800立方米。1783年4月，气球制造完成，初步的实验（用绳索綁繫住气球），4月25日，气球被释放了，升到高空、並且到达400米左右的高度。
1783年6月4日，孟格菲兄弟用这个气球作出第一次公开实验，气球上升到1000多米高，并在起飞之后10分钟降落在离起飞地点2公里远的地方。当时在场的一些众议员给巴黎科学院写了报告。为了得到资助，孟格菲兄弟希望让凡尔赛的宫廷认识到他们的发明。

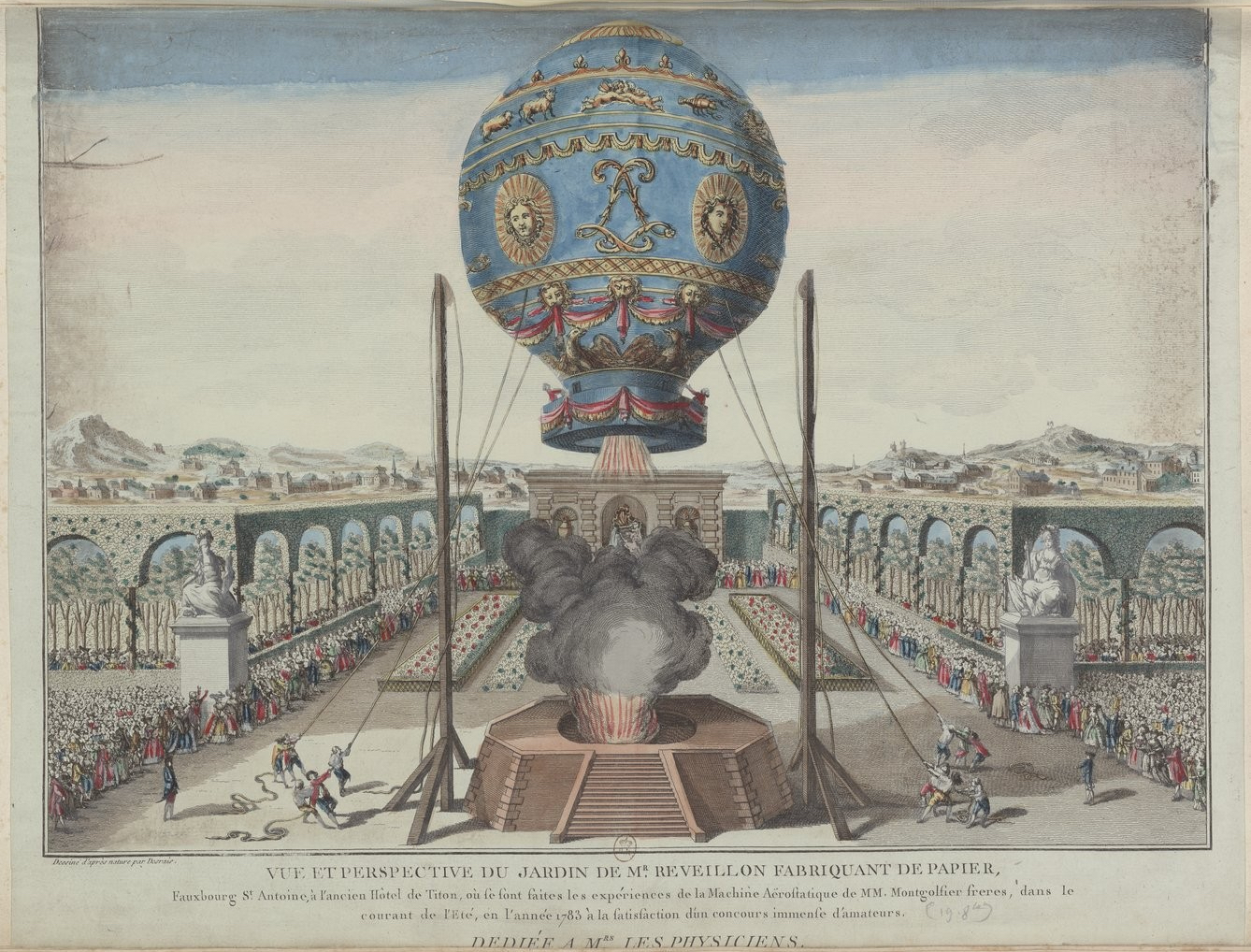
1783年10月19日的氣球飛行實驗所畫）

1783年9月19日，在凡尔赛宫的公园中，孟格菲兄弟在路易十六面前作出承载动物的升空实验，乘气球的是一只羊，一只鸭子和一只公鸡。这三个动物被关在了圆形的篮子里，然后他们用绳子把篮子固定在气球上。气球被释放之后升到500米左右的高度，在空中持续了8分钟并飞行了3500米左右。气球降落时，三只动物安然无恙：这次实验证明了升空不会导致死亡。为了奖赏它，乘气球的那只羊被送入国王的动物园。
1783年11月21日，讓-弗朗索瓦·皮拉特爾·德·羅齊耶和弗朗索瓦·洛朗·達爾朗德駕駛孟格菲兄弟的氣球从巴黎西部的布洛涅林园起飞，在空中持续了25分钟，最后降落在巴黎意大利广场附近。1783年10月10日，孟格菲兄弟被推荐为科学院院士。1784年4月15日他们父亲被封为贵族，他们继而成为骑士，他们格言是 sic itur ad astra（我们将这样走到星星那边）。在法语当中，“气球”这个词（montgolfière）以他们的名字冠名。